# Follow Me (Amanda Lear)
"Follow Me" is een nummer van de Franse zangeres Amanda Lear. Het nummer verscheen op haar album Sweet Revenge uit 1978. Dat jaar werd het nummer uitgebracht als de eerste single van het album.

## Achtergrond
De tekst van "Follow Me" is geschreven door Lear, terwijl Anthony Monn verantwoordelijk is voor de muziek en de productie. Het is een eurodisconummer met symfonische elementen, geïnspireerd door de band Kraftwerk. Het is het eerste nummer in een suite die de gehele eerste kant van het album Sweet Revenge beslaat. Deze suite vertelt het verhaal over "een vrouw die haar ziel aan de duivel verkocht en won", zoals Lear in het boekje dat bij het album geleverd werd schreef. De vrouw geeft toe aan de verleidingen van de duivel, die haar alles belooft wat ze wil, maar rent uiteindelijk weg en vindt echte liefde bij een man. Het laatste nummer van deze suite is een alternatieve versie van "Follow Me" met de titel "Follow Me (Reprise)", die een andere tekst heeft.
"Follow Me" groeide uit tot de grootste internationale hit van Lear. Het bereikte de top 10 in zes Europese landen. In Duitsland kwam het tot de derde plaats en was het de op vijf na best verkochte single van 1978. In een voorloper van de Vlaamse Ultratop 50 werd eveneens de derde plaats gehaald en was het zelfs de op een na succesvolste single van het jaar, na "You're the One That I Want" van John Travolta en Olivia Newton-John. Ook bereikte het de top 10 in Italië, Oostenrijk, Zuid-Afrika en Zwitserland. In Nederland kwam de single tot de tweede plaats in de Top 40 en de derde plaats in de Nationale Hitparade. In Canada werd een versie van tien minuten als single uitgebracht, die bestond uit de originele versie en de reprise van het nummer. De videoclip van het nummer bestond uit een optreden dat Lear gaf bij het Duitse televisieprogramma Musikladen.
In de jaren '80 van de twintigste eeuw werd "Follow Me" tweemaal geremixt en opnieuw uitgebracht door respectievelijk Christian De Walden en Ian Levine. Lear heeft het nummer zelf driemaal opnieuw opgenomen. In 1992 verscheen een versie met een ietwat andere tekst op haar album Cadavrexquis uit 1993 en op de B-kant van de single "Fantasy", eveneens afkomstig van dit album. In 1998 kwam een nieuwe opname op het album Back in Your Arms terecht; deze bestaat volledig uit nieuwe versies van oude nummers van Lear. In 2016 werd een derde nieuwe versie uitgebracht op het album Let Me Entertain You.

## Hitnoteringen

### Nederlandse Top 40
| Hitnotering: 12-08-1978 t/m 28-10-1978 | Hitnotering: 12-08-1978 t/m 28-10-1978 | Hitnotering: 12-08-1978 t/m 28-10-1978 | Hitnotering: 12-08-1978 t/m 28-10-1978 | Hitnotering: 12-08-1978 t/m 28-10-1978 | Hitnotering: 12-08-1978 t/m 28-10-1978 | Hitnotering: 12-08-1978 t/m 28-10-1978 | Hitnotering: 12-08-1978 t/m 28-10-1978 | Hitnotering: 12-08-1978 t/m 28-10-1978 | Hitnotering: 12-08-1978 t/m 28-10-1978 | Hitnotering: 12-08-1978 t/m 28-10-1978 | Hitnotering: 12-08-1978 t/m 28-10-1978 | Hitnotering: 12-08-1978 t/m 28-10-1978 | Hitnotering: 12-08-1978 t/m 28-10-1978 |
| Week                                   | 1                                      | 2                                      | 3                                      | 4                                      | 5                                      | 6                                      | 7                                      | 8                                      | 9                                      | 10                                     | 11                                     | 12                                     |                                        |
| -------------------------------------- | -------------------------------------- | -------------------------------------- | -------------------------------------- | -------------------------------------- | -------------------------------------- | -------------------------------------- | -------------------------------------- | -------------------------------------- | -------------------------------------- | -------------------------------------- | -------------------------------------- | -------------------------------------- | -------------------------------------- |
| Nummer                                 | 21                                     | 11                                     | 7                                      | 4                                      | 3                                      | 2                                      | 2                                      | 6                                      | 8                                      | 10                                     | 22                                     | 30                                     | uit                                    |

### Nationale Hitparade
| Hitnotering: 19-08-1978 t/m 11-11-1978 | Hitnotering: 19-08-1978 t/m 11-11-1978 | Hitnotering: 19-08-1978 t/m 11-11-1978 | Hitnotering: 19-08-1978 t/m 11-11-1978 | Hitnotering: 19-08-1978 t/m 11-11-1978 | Hitnotering: 19-08-1978 t/m 11-11-1978 | Hitnotering: 19-08-1978 t/m 11-11-1978 | Hitnotering: 19-08-1978 t/m 11-11-1978 | Hitnotering: 19-08-1978 t/m 11-11-1978 | Hitnotering: 19-08-1978 t/m 11-11-1978 | Hitnotering: 19-08-1978 t/m 11-11-1978 | Hitnotering: 19-08-1978 t/m 11-11-1978 | Hitnotering: 19-08-1978 t/m 11-11-1978 | Hitnotering: 19-08-1978 t/m 11-11-1978 | Hitnotering: 19-08-1978 t/m 11-11-1978 |
| Week                                   | 1                                      | 2                                      | 3                                      | 4                                      | 5                                      | 6                                      | 7                                      | 8                                      | 9                                      | 10                                     | 11                                     | 12                                     | 13                                     |                                        |
| -------------------------------------- | -------------------------------------- | -------------------------------------- | -------------------------------------- | -------------------------------------- | -------------------------------------- | -------------------------------------- | -------------------------------------- | -------------------------------------- | -------------------------------------- | -------------------------------------- | -------------------------------------- | -------------------------------------- | -------------------------------------- | -------------------------------------- |
| Nummer                                 | 11                                     | 9                                      | 4                                      | 3                                      | 3                                      | 7                                      | 4                                      | 5                                      | 8                                      | 14                                     | 22                                     | 38                                     | 40                                     | uit                                    |

### NPO Radio 2 Top 2000
| Nummer met noteringen in de NPO Radio 2 Top 2000 | '99  | '00 | '01 | '02  | '03  | '04 | '05  | '06  | '07 | '08  | '09 | '10  |
| ------------------------------------------------ | ---- | --- | --- | ---- | ---- | --- | ---- | ---- | --- | ---- | --- | ---- |
| Follow Me                                        | 1058 | 821 | 972 | 1107 | 1230 | 998 | 1178 | 1340 | 992 | 1133 | -   | 1762 |

1. ↑  Een '-' betekent dat het nummer niet was genoteerd en een vetgedrukt getal geeft de hoogste notering aan.
2. ↑  Deze tabel is bijgewerkt tot en met de laatste editie (2024).